# Call Jueu de Talavera
El Call Jueu de Talavera és una obra del municipi de Talavera (Segarra) inclosa en l'Inventari del Patrimoni Arquitectònic de Catalunya.

## Descripció
Aquest call jueu és un clar testimoni de la seva presència i importància dins de les viles medievals de molts pobles de Catalunya.

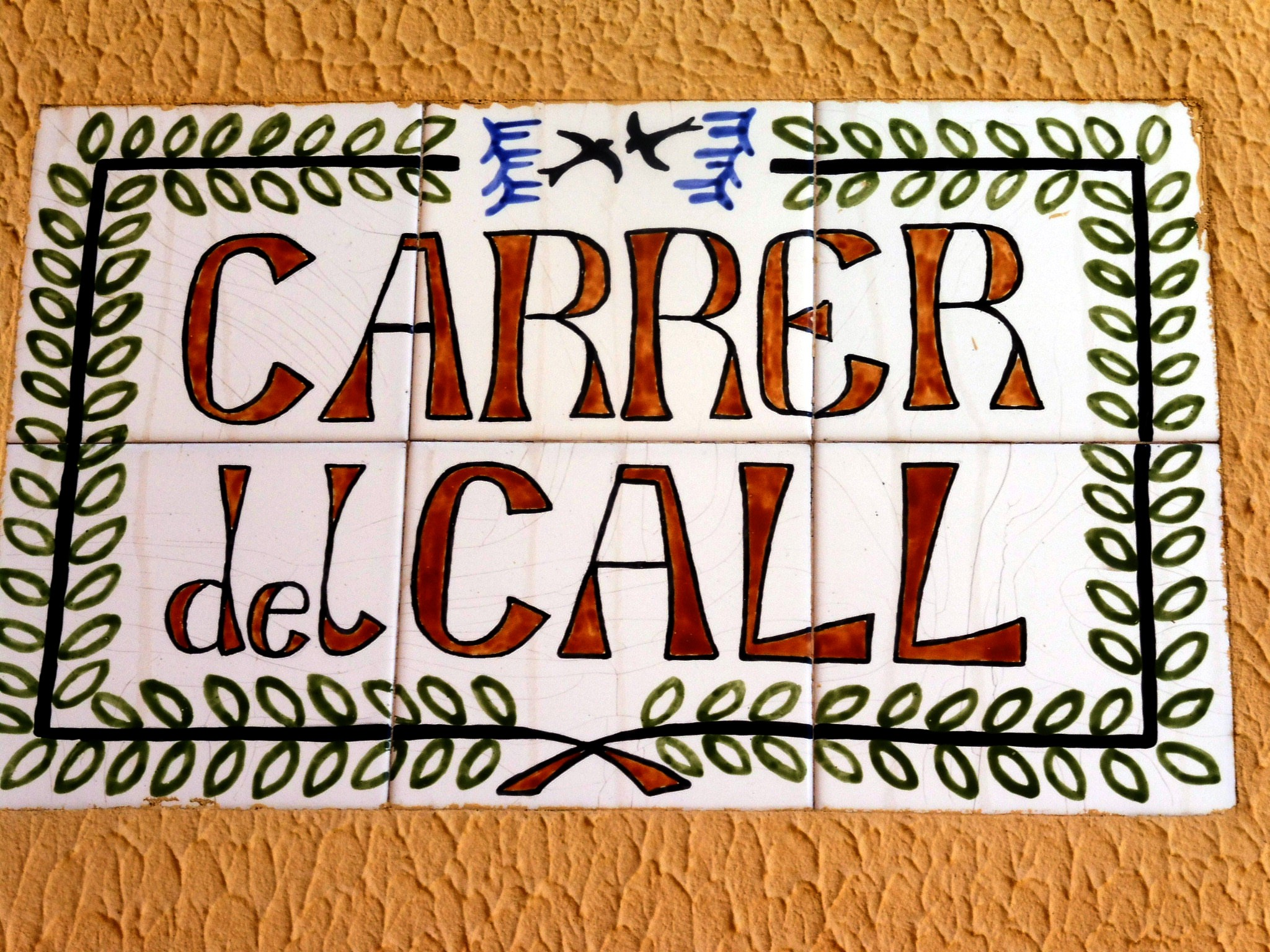
Rètol del carrer

 El call jueu de Talavera presenta una estructura urbanística de carrer estret, on es fa impossible poder entrar amb qualsevol vehicle rodat i no té sortida. Les cases d'ambdós costats han estar remodelades amb el pas del temps, però mai la disposició d'aquest carrer.

## Història
La comunitat jueva fou un grup social a part sota la protecció i propietat exclusiva del reialme. Van aconseguir la seva administració interna, destacarem en arts i oficis, pagaren elevats impostos al monarca i en cap moment perderen les pràctiques tradicionals ni deixaren de ser submisos i lleials al seu senyor. És més, alguns van esdevenir homes de confiança dels governants i llurs béns.
Malgrat tot, la convivència entre jueus i cristians comportava hostilitats i gelosies que s'alternaven amb la col·laboració. Tot plegat portarà la seva persecució i expulsió de la península Ibèrica a partir de l'any 1492.